# بيا كونينغ
بيا كونينغ (بالألمانية: Pia König)‏ هي لاعب كرة مضرب نمساوية، ولدت في 14 مايو 1993 في كلوسترنوبرغ في النمسا.

## وصلات خارجية
- بيا كونينغ على موقع رابطة محترفات التنس (الإنجليزية)
- بيا كونينغ على موقع الاتحاد الدولي لكرة المضرب (الإنجليزية)
- بيا كونينغ على موقع كأس بيلي جين كينغ (الإنجليزية)
- بيا كونينغ على موقع خلاصة التنس.كوم (الإنجليزية)